# 17歳のウィーン フロイト教授人生のレッスン
『17歳のウィーン フロイト教授人生のレッスン』（じゅうななさいのウィーン フロイトきょうじゅじんせいのレッスン、Der Trafikant）は2018年のオーストリア・ドイツの青春映画。
監督はニコラウス・ライトナー、出演はジーモン・モルツェとブルーノ・ガンツなど。
ナチス・ドイツによる併合が迫りつつあるオーストリアの首都ウィーンを舞台に、17歳の純朴な青年の青春をジークムント・フロイトとの交流とともに描いている。
原作はウィーン生まれの作家ローベルト・ゼーターラーによる2012年刊行のベストセラー小説『キオスク』で、ドイツでは50万部を超える売り上げを記録し、2017年には東宣出版の「はじめて出逢う世界のおはなし」シリーズのオーストリア編として、酒寄進一の翻訳で日本に紹介されている。
2019年2月に亡くなったスイス出身の俳優ブルーノ・ガンツの遺作とされることもあるが、死後に『名もなき生涯』などが公開されている。
日本では2019年5月末から7月にかけて開催された「EUフィルムデーズ 2019」で『キオスク』のタイトルで上映された後、2020年7月に一般劇場公開された。

## ストーリー
1937年、ナチス・ドイツによる併合が迫りつつあるオーストリア北部の自然豊かな湖畔の村で、17歳の青年フランツは母親と2人で暮らしている。しかし、経済的な支えであった母の愛人が湖で雷に打たれて溺死したことで、フランツは母の古い友人であるオットーが営むウィーンの小さなタバコ屋（キオスク）に住み込みで働くことになる。ある日、店の常連客である精神科医のジークムント・フロイト教授と親しくなったフランツは、教授から人生について様々なことを学ぶようになる。そしてまずは教授の「恋をして人生を楽しめ」との助言に従い、街中に出てみる。そして、そこで出会ったボヘミア出身の奔放な女性アネシュカに恋をするが、彼女に弄ばれてしまう。気のいいオットーにも後押しされ、アネシュカの家を突き止めたフランツは彼女と深い仲になるが、再び彼女と連絡が取れなくなる。ある夜、アネシュカの姿を見つけたフランツが彼女のあとをつけると、彼女がストリッパーとして働き、芸人仲間と深い仲になっていることを知る。生きるためと割り切っている彼女にフランツはショックを受ける。
オーストリアは遂にナチス・ドイツに併合され、フランツを取り巻く状況は一変する。かねてより、ユダヤ人とも共産主義者とも分け隔てなく商売をして、あからさまに反ナチスの姿勢を示していたオットーが、隣の精肉屋に密告され、ポルノを販売した罪でゲシュタポに逮捕されてしまう。残されたフランツはタバコ屋を1人で切り盛りする。しばらくして、オットーが獄死したとの連絡とともに店に遺品が送られてくる。
ユダヤ人である教授とその家族はロンドンに亡命することになる。「ウィーンを出よう」という教授にフランツは「僕は店を守る」と答えると、教授は「それが君の務めだ」と返す。フランツはウィーンにとどまるもう1つの理由であるアネシュカに会いに行き、どこか静かな場所でタバコ屋を開こうと提案して求婚する。しかし彼女は既にナチスの将校の愛人となっていた。フランツは高級葉巻を教授に届け、愛や人生についての言葉をもらう。駅で離れた場所から教授を見送ったフランツは、ナチスの建物の前に掲げられた旗を下ろし、代わりにオットーの遺品である片足のズボンを掲げる。これにより、フランツは店を閉めざるを得なくなる。
閉店したタバコ屋の前にやってきたアネシュカは、そこでガラス片（冒頭でフランツが故郷の湖の中で拾ったもの）を見つけて拾い上げる。一方、フランツの故郷ではフランツを想う母の傍らで、アネシュカが拾ったものと同じと見られるガラス片が湖に沈んでいく様子が映され、フランツがその後どうなったかは明らかにされないまま物語は終了する。

## キャスト
- フランツ・フーヘル: ジーモン・モルツェ（ドイツ語版） - 田舎育ちの17歳の純朴な青年。
- ジークムント・フロイト: ブルーノ・ガンツ - 世界的に有名な精神科医。
- アネシュカ: エマ・ドログノヴァ（ドイツ語版） - ボスニア出身の女性。
- オットー・トルスニエク: ヨハネス・クリシュ（ドイツ語版） - タバコ屋の主人。第一次世界大戦で片足を失う。
- フランツの母: レギーナ・フリッチュ（ドイツ語版） - 地元のホテルで働いている。

## 製作
撮影は2017年10月2日から同年11月22日まで、ウィーン、バイエルン州（ドイツ）、オーバーエスターライヒ州、シュタイアーマルク州で行われた。

## 作品の評価
Rotten Tomatoesによれば、25件の評論のうち高評価は60%にあたる15件で、平均点は10点満点中5.9点となっている。
Metacriticによれば、8件の評論のうち、高評価は2件、賛否混在は6件、低評価はなく、平均点は100点満点中55点となっている。
映画ジャーナリストの猿渡由紀は「シネマトゥデイ」に寄せた評論において「フロイトの出番はそう多くない。彼の賢い言葉もいくつか出てはくるものの、基本的に恋のアドバイスをあげるおじいちゃんにとどまっているのがやや物足りない感じ。」としつつも、ブルーノ・ガンツの存在感、気品、カリスマ、内からあふれる優しさを称賛している。
ライターの野中モモは「BANGER!!!」に寄せた記事において「世界のあちこちでふたたびファシストが力をふるい、マスメディアが信用を失いつつある現在、ひとりひとりが自由のためにできることは何か。それを問いかけてくる苦い青春映画だ。」と評している。
映画評論家のなかざわひでゆきは「シネマトゥデイ」に寄せた評論において「社会の激動に呑み込まれていく若者に、フロイト教授は過酷な時代でも自分を見失わないことの大切さを説く。それはコロナ禍の今を生きる我々に問われる課題だ。」としている。